# Coelorinchus oliverianus
Coelorinchus oliverianus is een straalvinnige vissensoort uit de familie van rattenstaarten (Macrouridae). De wetenschappelijke naam van de soort is voor het eerst geldig gepubliceerd in 1927 door Phillipps.